# ニューパラダイス
『ニューパラダイス』は、木下さくらによる日本の漫画作品。『月刊コミックブレイド』（マッグガーデン）にて連載されていた。（2005年9月号に第1話掲載後、休載を経て2009年1月号より連載再開）。

## あらすじ
黒妖精ハンターであるドラゴンは悪名高い黒妖精・シェヘラを追い詰めたことで、封印された闇の黒妖精王・BB（ブラックバタフライ）の夢の中の世界へと連れ込まれてしまう。ハンターであったことを忘れ、ドラゴンは山本竜として平凡な高校生活を送っていたが、幼なじみ（と認識していた）の少女・由嬉を襲う黒妖精によって記憶を取り戻す。ドラゴンを連れ込んだ張本人であるシェヘラに「BB＝由嬉」であることを告げられ、BBの目覚めを阻止するために敵同士ながらも2人は協力することになる。

## 登場人物
※声優はドラマCDによるもの。
ドラゴン／山本竜（声優：緑川光）
本作の主人公。現実世界では世界屈指の黒妖精ハンターとしてその名を知られる。シェヘラと邂逅して以来目覚めない妹・雪のために彼女を追い詰めるが、逆にBBの夢の中へと連れ込まれて現実世界の記憶を失う。山本竜（やまもと りゅう）という名の高校生として生活していたが、記憶を取り戻してからはシェヘラと協力して由嬉の夢の中へと侵入してくる黒妖精を倒す日々を送る。第4話で、由嬉の想いを拒絶したことで彼女の夢の世界が壊れ、現実世界に戻ってきた。
シェヘラ（声優：鈴木麻里子）
“黒妖精ジャッカル”の異名を持つ黒妖精で、BBの姉。第一級ハンターでさえも取り逃がしてしまう程の実力を持つ。ドラゴンをBBの夢の中へと連れ込んだ張本人。妹であるBBが目覚めることで世界が滅びるのを防ぐため、ドラゴンに協力を持ちかける。
由嬉（ゆき）（声優：倉田雅世）
夢の世界で「竜の幼馴染」として存在する少女。ドラゴンを「竜くん」と呼び、慕っている。その正体は、かつて世界を滅ぼしかけた闇の黒妖精王・BB（ブラックバタフライ）。現実世界に存在するドラゴンの妹・雪と瓜二つで、関連性があると思われる。第4話で、竜に想いを拒絶されたという事実に耐えかね、自ら夢の世界を破壊した。
雪（ゆき）
現実世界に存在するドラゴンの妹。病弱なこともあり、ドラゴンから溺愛されている。夢の世界に存在する少女・由嬉と瓜二つで、関連性があると思われる。シェヘラとの邂逅以来目覚めなかったが、由嬉の夢が壊れるのと同時に意識を取り戻す。背中に黒い蝶の痣を持つ。
タイガー
邪神。その姿は作者の前作『魔探偵ロキ』に登場するロキそのもの。下界を弄んで暇潰しをしている。

## 用語
黒妖精ハンター
人間と黒妖精のDNAを人工的に配合することで、黒妖精を倒すべく生み出された存在。彼らでしか黒妖精を倒すことは不可能とされている。自分の血液を混ぜた特殊な銃弾を使用。
黒妖精
人間の夢の中に入り込み、生気を奪い取る生物。永きに渡って人類を支配していたが、黒妖精ハンターの誕生によりそれは幕を下ろした。シェヘラのように人型になれる黒妖精はかなり少数で、ほとんどが低級。背中に黒い蝶の羽が生えている。

## 既刊
木下さくら 『ニューパラダイス』 マッグガーデン〈ブレイドコミックス〉
1. 2009年2月10日発売（2009年2月25日初版発行） ISBN 978-4-86127-591-3
2. 2009年11月10日発売（2009年11月25日初版発行） ISBN 978-4-86127-675-0